# Palazzo Ferrajoli

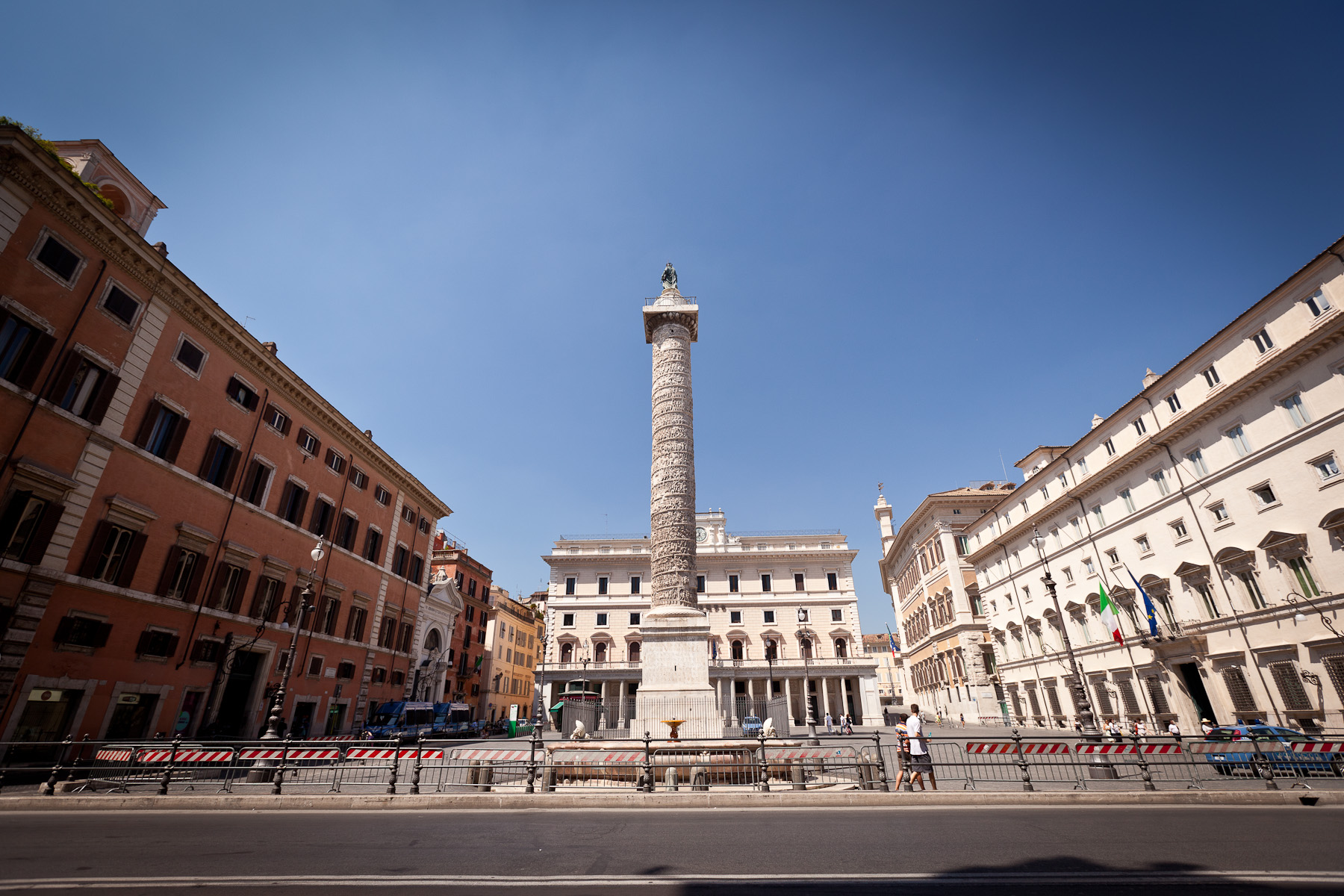
Piazza Colonna: Links der Palazzo Ferrajoli, in der Mitte die Mark-Aurel-Säule, dahinter der Palazzo Wedekind, rechts der Palazzo Chigi

Palazzo Ferrajoli, rechts, hinter der Mark-Aurel-Säule, links die Galleria Alberto Sordi

Der Palazzo Ferrajoli (auch Palazzo Ferraioli, früher Palazzo Del Bufalo Niccolini) ist ein Palast in Rom. Er befindet sich im Stadtteil Colonna an der Ecke Via del Corso, Piazza Colonna, gegenüber dem Palazzo Chigi.

## Geschichte
Der Palazzo entstand in der ersten Hälfte des 16. Jahrhunderts aus älteren Gebäuden der Adelsfamilie Del Bufalo Cancellieri. 1561 wurde er von Giacomo della Porta umgebaut, 1602 von Francesco Peparelli. 1728 ging er durch Heirat an die Adelsfamilie Niccolini. In der napoleonischen Zeit residierte in dem Palazzo der Botschafter Frankreichs beim Papst, Kardinal Joseph Fesch, ein Halbonkel Napoleon Bonapartes.
1855 zog der bibliophile und sehr wohlhabende Marchese Giuseppe Ferrajoli (oder Ferraioli) in den Palazzo, den er einige Jahre später ganz erwarb. Ferrajoli und seine drei Söhne Gaetano, Alessandro und Filippo schufen dort eine wertvolle Privatbibliothek, die im Jahr 1926 durch testamentarische Bestimmungen an die Vatikanische Apostolische Bibliothek ging. Die Bestände der Biblioteca Ferrajoli (Fondo Ferrajoli) belaufen sich auf rund 40.000 Bände, 2.500 Broschüren, 25.000 Autographen und 1.020 Manuskripte. Erwähnenswert ist in diesem Zusammenhang die Parallele zum benachbarten Palazzo Chigi, in dem sich der Amtssitz des italienischen Ministerpräsidenten befindet. Ende 1922 schenkte die Regierung die dortige Biblioteca Chigiana der Vatikanischen Bibliothek.
Die Familie Ferrajoli bewohnt heute einen Teil ihres Palazzos. Andere Teile sind vermietet oder dienen als Räumlichkeiten für politische, kulturelle und vor allem mondäne Veranstaltungen wie Hochzeiten. Die autonomen Regionen Aostatal und Friaul-Julisch Venetien unterhalten im Palazzo Ferrajoli ihre Vertretungen in Rom.